# Ryan Paris
Ryan Paris, właśc. Fabio Roscioli (ur. 12 marca 1953 w Rzymie) – włoski piosenkarz italo disco, szczególnie popularny w latach 80. i 90.

## Życiorys

### Wczesne lata
Urodził się i dorastał w Rzymie w rodzinie artystów. Już we wczesnych latach wykazywał zamiłowanie do muzyki. Uczył się gry na gitarze i komponował swoje pierwsze utwory w swoim ojczystym języku, aby wykonać je na włoskim festiwalu rockowym.

### Kariera
W 1982 poznał włoskiego muzyka i producenta italo disco Pierluigiego Giombiniego. Zadebiutował z piosenką Dolce Vita (1983), zainspirowaną filmem Felliniego Słodkie życie, która stała się wielkim hitem, trafiła na piąte miejsce brytyjskiej listy przebojów, a także znalazła się w pierwszej dziesiątce w kilku innych krajach europejskich, a singiel na całym świecie sprzedał się w liczbie ponad czterech milionów egzemplarzy. Rok potem ukazał się singiel „Fall In Love” (1984).
Ryan Paris trafił także na kinowy ekran w filmach, wziął udział m.in. w dreszczowcu René Clémenta Dziewczyna do dziecka (La baby-sitter, 1975) z Marią Schneider i Robertem Vaughnem, trzech przygodowych fantastycznonaukowych – Anno zero – Guerra nello spazio (1977) jako pułkownik Altman, Battaglie negli spazi stellari (1978) u boku Johna Richardsona i Wojna robotów (La guerra dei robot, 1978) z Antonio Sabàto, Giacomo Rossi Stuartem i Venantino Venantini oraz dramacie gangsterskim Sergio Leone Dawno temu w Ameryce (Once Upon a Time in America, 1984). Wystąpił też w dramacie telewizyjnym José Maríi Sánchez Silvy Piękna Otero (La bella Otero, 1984) z Ángelą Moliną jako Carolina Otero.
W 1986 w Paryżu nagrał dwie kompozycje w języku francuskim – „Besoin d’amour” i „Aussi pour toi”. Następnie przeniósł się do Belgii, rozpoczynając tam trasę koncertową.
Po licznych koncertach, a następnie po okresie nieobecności na estradzie, Ryan Paris powrócił na rynek muzyczny w 1993 roku z piosenką w języku angielskim pt. „Don’t Let Me Down”.

## Dyskografia[10]

### Albumy
- 1984: Ryan Paris
- 2016: You Are My Life
- 2020: Sings The 80s… And More, Episode 1

### Single
- 1983: „Dolce Vita”
- 1984: „Fall in Love”
- 1984: „Paris on My Mind”
- 1984: „Bluette”
- 1985: „Harry’s Bar”
- 1988: „Besoin d’amour”
- 1990: „Dolce Vita ’90”
- 1991: „Dolce Vita” / „Fall in Love”
- 1992: „The Beat Goes On”
- 1993: „Don’t Let Me Down”
- 1994: „Mr. Jones”
- 1995: „Dolce Vita (Caballero House Remix 1995)”
- 1995: „It’s My Life” (z Gen 64)
- 1997: „Only for You” (z Favilli)
- 1999: „Dolce Vita ’99”
- 2003: „Dolce Vita 2003”
- 2010: „I Wanna Love You Once Again”
- 2010: „In Love Again”
- 2011: „Tiki–Tiki–Tiki”
- 2012: „Parisienne Girl” (80’s Remix)
- 2013: „Sensation of Love”
- 2015: „Together Again”
- 2016: „Dolce Vita 2K16”
- 2016: „You Are My Life”
- 2017: „Sensation of Love 2018” (z Valerie Flor)
- 2017: „Buona Sera Dolce Vita” (z Mauro)
- 2018: „Besoin D’Amour / Yo Quiero Amarte Una Vez Mas”
- 2020: „I Love You Je T’Aime”
- 2020: „Forget About You & Love On Ice” (z Johanem Agebjörnem i Sally Shapiro)
- 2021: „80s Forever – Vol.1”

### Kompilacje
- 2002: The Best Of
- 2000: I Successi
- 2002: Best Of
- 2004: Dolce Vita (2 CD)
- 2004: Let’s Do It Together
- 2004: Don’t Let Me Down